# NGC 2518
NGC 2518 في الفهرس العام الجديد، هي مجرة، تقع في كوكبة الوشق. اكتشفت في 1886 .

## روابط خارجية
- NGC 2518 على موقع ويكي سكاي: DSS2, SDSS, GALEX, IRAS, Hydrogen α, X-Ray, Astrophoto, Sky Map, Articles and images